# Nabij faję
Nabij faję – drugi album zespołu Izrael nagrany w studiu Giełda w Poznaniu w lipcu i sierpniu 1985 r.
Wydany został na płycie winylowej w roku 1986 przez Pronit, w 1999 r. został wznowiony przez wytwórnię W moich oczach.
Muzyka zespołu uległa ewolucji; utwory są dłuższe niż na pierwszej płycie Biada, Biada, Biada, cięższe i bardziej transowe. Także tekstowo grupa odeszła od liryki zaczerpniętej bezpośrednio z Biblii na rzecz bardziej uniwersalnych, sloganowych tekstów (wyjątek to utwór „Psalm 125”). 
Jest to jedyna płyta Izraela gdzie funkcję wokalisty pełni wyłącznie Robert Brylewski, wspomagany chórkami Vivian Quarcoo.

## Lista utworów
1. „Intro” – 1:17
2. „Solidariti dub” – 3:10
3. „Równe prawa” – 6:24
4. „Wolny naród” – 5:58
5. „Nie poddawaj” – 4:41
6. „Fajka pokoju” – 4:42
7. „Legen dub” – 2:37
8. „Ile mil” – 3:29
9. „Wolność” – 4:49
10. „Psalm 125” – 3:35
11. „Złoty tron” – 1:39

## Utwory bonusowe tylko w reedycji
1. „Ile mil - Wersja” – 1:06
2. „King Dub” – 5:44
3. „Equaliti Dub” – 5:57
4. „Sun Dub” – 3:42
5. „Faja Dub” – 4:28
6. „Neue Dub” – 2:27
7. „Rudi Dub” – 3:29

Muzyka i słowa - Izrael i Robert Brylewski

## Muzycy
- Robert Brylewski (we wkładce „Robi Goldrocker”) - wokal, gitara, melodika, konga, organy
- Dariusz „Maleo” Malejonek - organy, gitara, konga
- Tomasz „Żwirek” Żmijewski (we wkładce „Cichy Smok”) - gitara basowa
- Jarosław „Gruszka” Ptasiński (we wkładce jako „Chłodny Orzeł”) - perkusja
- Vivian Quarcoo (we wkładce jako „Vivian Goldrocker”) - wokal
- Piotr „Samohut” Subotkiewicz (we wkładce jako „Sam O'Hutt”) - flet, organy, konga
- Tomasz „Lego” Ber – gitara solowa
- Sławomir „Merlin” Gołaszewski - saksofon
- Sławomir „Rudi” Lewandowski - saksofon
- Błażej „Krzaczasty” Pajda - trąbka
- Wojciech Konikiewicz - klawisze
- Ricardo la Serna - konga
- Milo Kurtis - instrumenty perkusyjne
- Alik Dziki - konga, gitara basowa
- Marlon Vulcan - instrumenty perkusyjne

## Produkcja i szata graficzna
- Produkcja - Piotr Kubacki, Jacek Fraczek
- Kierownik produkcji - Iwona Thierry
- Menadżer - Mirosław Dobkiewicz
- Okładka i rysunki - Robert Brylewski
- Mastering - Robert Brylewski, Alik Dziki